# Parco archeologico del Quadrilatero
Il Parco archeologico del Quadrilatero è sito nel centro storico di San Salvo in provincia di Chieti.

## Storia
In epoca romana il Quadrilatero era interessato da un intervento edilizio per rafforzare i collegamenti tra l'Italia ed i Balcani alcuni scavi archeologici hanno appurato che nel III secolo il centro era un importante mercato di prodotti destinati all'esportazione marittima e, allo stesso tempo era luogo di stoccaggio e organizzazione per il trasporto di vettovaglie per le legioni dislocate nella regione danubiana. Sul Trigno vi era un porticciolo che serviva i Balcani, forse identificabile col Trinium portuosum di Plinio il Vecchio
Nel Medioevo l'area del Quadrilatero assume la forma attuale: verso la fine del XIII secolo venne fondata l'abbazia dei Santi Vito e Salvo su di un preesistente insediamento tardo romano. I monaci riformarono la comunità benedettina già presente sul territorio dal 1173. Degli scavi in loco hanno portato alla luce un insediamento medievale riferibile all'abbazia.

## I musei del Quadrilatero

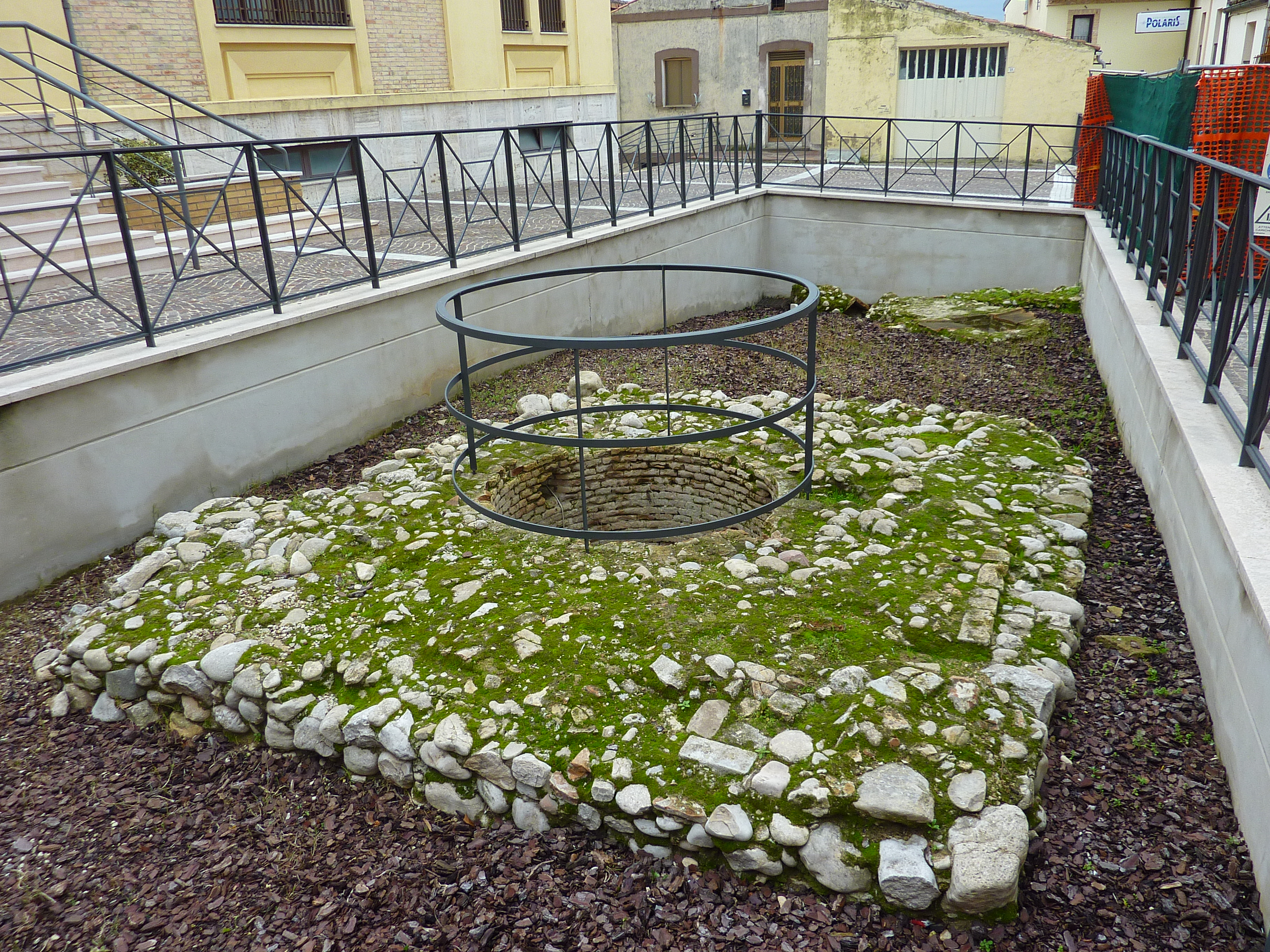
Isola archeologica

### Museo civico Porta della Terra
Questo museo, ospitato sopra il complesso di Porta della Terra, all'accesso in piazza San Vitale, raccoglie i vari reperti provenienti dal territorio di San Salvo riconducibile agli scavi archeologici effettuati in zona nel 1997. I reperti archeologici ritrovati mostrano oggetti riferibili al periodo romano nonché la civiltà e la religiosità dei Frentani tra cui oggetti dedicati al culto dei defunti. Questo museo è stato allestito nel 2006.

### Museo dell'Abbazia
Questo museo, ospitato  nell'ex scuola elementare,  accanto alla chiesa  di San Giuseppe,  in piazza, raccoglie reperti dell'attività benedettina tra i fiumi Trigno ed Osento. Tra cui reperti archeologici dell'Abbazia di San Vito e San Salvo. Il museo è suddiviso nelle seguenti sezioni: i monaci, in conversi, l'alimentazione, le stoviglie di San Vito e San Salvo, le preghiere, il lavoro, il canto, le medicine, gli insediamenti, l'arte, l'architettura. Un'altra sezione mostra le presenze paleocristiane tra i fiumi Trigno ed Osento tra il V secolo ed il XIII secolo. Nel museo è possibile ammirare, previo accordi, una copia del Chronicon Casauriense (l'originale è del XII secolo eseguita nel 982 e donata dalla provincia dell'Aquila al comune di San Salvo. Questo museo è stato allestito nel 2007

### Isola archeologica del Chiostro
In quest'isola archeologica, posta a nord in piazza San Vitale, coperto  da moderna  struttura  illustrativa, vi sono i resti del chiostro della suddetta abbazia di San Vito e san Salvo e di una domus romana. Al centro del chiostro era posta un pozzo di cui rimane una spalto in calcestruzzo. Della domus , invece, rimane l 'impluvium.

### Isola archeologica del Mosaico Romano
In quest'altra isola archeologica, posta  davanti all'ex scuola  elementare, col Museo dell'Abbazia, accanto alla chiesa 
madre, sono presenti resti di alcune strutture romane risalenti al I ed al III secolo in opus reticolatum, latericium ed incertum, un mosaico policromo raffigurante tralci di vite che fuoriescono da vasi a due anse.

## Acquedotto romano ipogeo

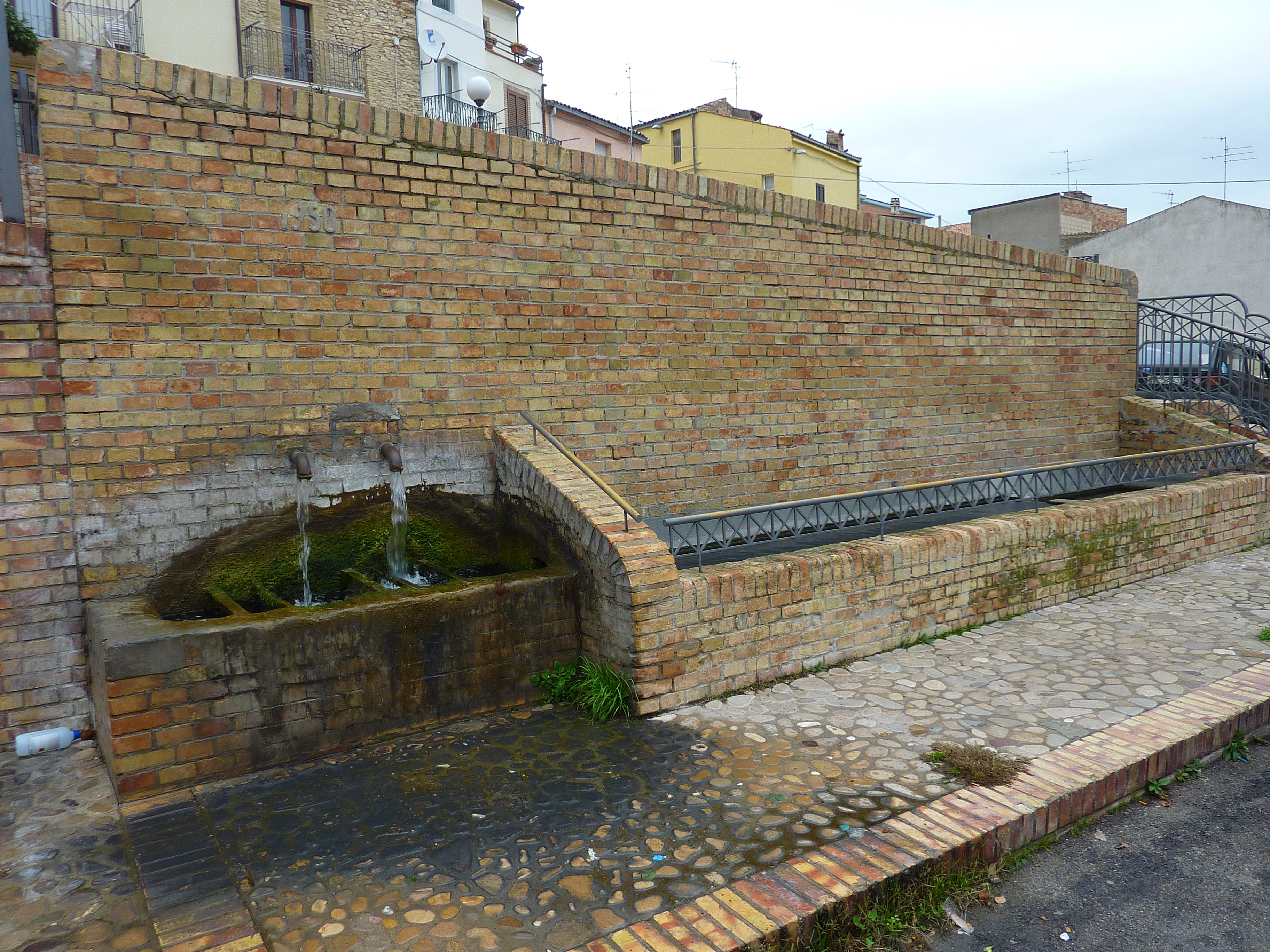
Fontana vecchia

Ad un certo punto il quadrilatero archeologico è attraversato da un acquedotto romano ipogeo cadenzato da pozzi collegati con l'esterno. L'acquedotto è stato rimaneggiato nel suo tratto finale. A tutt'oggi risulta ancora funzionante dato che alimenta ancora la fontana vecchia.

### Fontane
- Fontana Vecchia. È sita in Via Fontana o della Torretta di fronte alla Porta nuova del Quadrilatero. è stata costruita antecedentemente al 1950, attualmente versa in un mediocre stato di conservazione. La fontana è addossata ad un declivio, l'acqua proviene dal suddetto acquedotto ed è utilizzata per l'apporvvigionamento idrico riservato ad orti e le campagne circostanti. La parete è caratterizzata da una cortina in laterizio con due vasche sottostanti una servita da due cannella e l'altra usata come acquario.[4]
- Fontana Nuova. È sita presso la chiesa di San Rocco sulla strada che porta a Vasto. La fontana è stata costruita antecedentemente il XX secolo. Attualmente versa in cattivo stato di conservazione. È in stile rurale e semplice, consta di una vasca ed un prospetto semplice in muratura in laterizio. Viene ipotizzato che fosse servita dal suddetto acquedotto.[5]

## Chiesa di San Giuseppe
All'interno del Quadrilatero vi è anche la Chiesa di San Giuseppe, affacciata  in piazza San Vitale, che risale al XII secolo. Originalmente era l'abbazia cistercense di Santa Maria del Trigno, dipendente da San Vito sul Trigno, fuori le mura, nel XIII secolo vi si insediarono i monaci cistercensi, e l'abbazia di San Salvo divenne il centro monastico principale, assumendo il controllo del  vecchio monastero benedettino del IX secolo ca. Attorno alla nuova abbazia si formò un villaggio e un orto, circondato sa mura di cinta, l'attuale perimetro del Quadrilatero, con l'ingresso principale da Porta della Terra.
Decaduta anche l'abbazia cistercense nel XVI-XVII secolo, nell'800 era nota come parrocchia di San Giuseppe, l'inierno medievale fu rifatto completamente in stile neoclassico alla fine dell'800, la facciata, che conservava tracce del.monastero medievale, fu pesantemente ricostruita nel 1965 posta in piazza San Vitale. Lo stile è pseudo romanico. L'archeologo locale Davide Aquilano ha riscoperto tracce della vecchia abbazia nella cripta della chiesa. 
Il palazzo del monastero cistercense, si trovava sulla piazza, nell'area dell'insula romana, usata come pozzo. Nel XIX secolo fu adibito a palazzo scolastico e sede del comune, poi fu demolito nel primo Novecento.

## Porta della Terra
In epoca medievale era l'ingresso della suddetta abbazia di San Vito e di San Salvo, così chiamata per l'accesso dall'entroterra, era posta nel perimetro murario quadrangolare, "Quadrilatero", composto dall'accesso della suddetta porta a Piazza San Vitale dal corso Garibaldi, poi corso Umberto I, via Porta Nuova,  via della Fonte e via Martiri d'Ungheria. Fu demolito negli anni sessanta per facilitare l'ingresso alla piazza, ma ricostruito tra il 1997 ed il 1999 in forme diverse, stile contemporanei. La sua ricostruzione ha permesso di riscoprire le strutture romane e medievali sotto di essa. La porta vecchia, rivestita di malta e intonaco,  era un semplice arco a tutto sesto, tra le case mura, con cornice e chiave di volta, di cui un frammento è visibile accajtola nuova Porta.

## Attività
Campo scuola di Archeologia presso il Centro Sperimentale di Archeologia ed attività didattiche.

## Collegamenti
Il Parco archeologico del Quadrilatero è raggiungibile dalla stazione di Vasto-San Salvo.